# Šídlatka jezerní
Šídlatka jezerní (Isoetes lacustris) je vytrvalá, pomalu rostoucí vodní bylina z čeledi šídlatkovité (Isoetaceae). Je glaciálním reliktem a na českém území je kriticky ohrožena.

## Popis

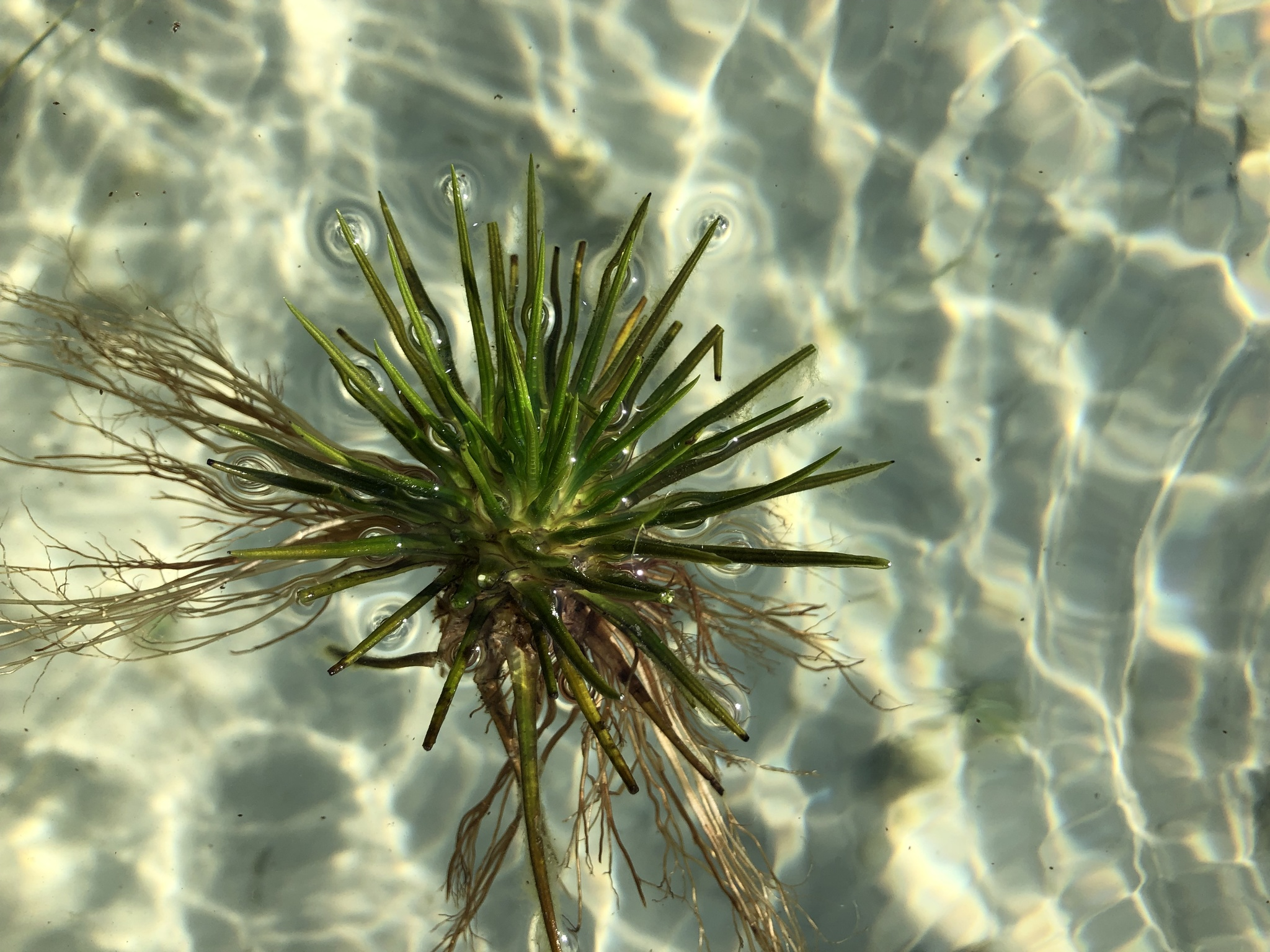
Rostlinka šídlatky jezerní uvolněná ze dna

Šídlatka jezerní má mnoho jednožilných listů, 2–3 mm úzkých a 8–20 cm dlouhých. V bázi listu jsou objímavě rozšířené asi na 5 mm a přisedlé. Listy se připojují na hlízovitě zkrácený, druhotně tloustnoucí stonek, ze kterého vyrůstají kořeny. Výtrusy jsou uloženy ve váčku v bázi listu. Rodozměna probíhá v pozdním létě, nebo začátkem podzimu. Váčky v bázi listu vytváří dva typy spor, samičí (megaspory-asi 0.5 mm velké) a samčí (mikrospory-několik mikrometrů velké). Typické pro šídlatku jezerní je, že na ní dvakrát ročně raší nové listy, na jaře a na podzim. Tento druh šídlatky je často kultivován. Využívá se jako akvarijní rostlina, nebo ve škole jako vzdělávací prostředek.

## Rozšíření a stanoviště
Šídlatka jezerní se vyskytuje ve studených, oligotrofních vodách, na kamenitých, písčitých, nebo štěrkových dnech slabě kyselých rybníků a jezer, ležících v horských oblastech. Je citlivá na čistotu vody. Roste v hloubce 5-460 cm. Z hlediska zeměpisné polohy se vyskytuje v severní, západní a východní Evropě, ve střední spíše ojediněle (Šumava: Černé jezero), dále pak v Severní Americe, Japonsku, Kurilách, Grónsku.